# Hereroa
Genre
Classification phylogénétique
Hereroa (Schwantes) Dinter & Schwantes est un genre de plante de la famille des Aizoaceae.
Hereroa (Schwantes) Dinter & Schwantes in Schwantes, in Z. Sukkulentenk. 3: 15, 23 (1927)
Type : Hereroa puttkammeriana (Dinter & A.Berger) Dinter et Schwantes (Mesembryanthemum puttkammerianum Dinter & A.Berger) ; Lectotypus [Schwantes, in Z. Sukkulentenk. 3: 106 (1927)]

## Liste des espèces
- Hereroa acuminata L.Bolus
- Hereroa albanensis L.Bolus
- Hereroa angustifolia L.Bolus
- Hereroa aspera L.Bolus
- Hereroa brevifolia L.Bolus
- Hereroa calycina L.Bolus
- Hereroa cana L.Bolus
- Hereroa carinans (Haw.) Dinter & Schwantes ex H.Jacobsen
- Hereroa concava L.Bolus
- Hereroa crassa L.Bolus
- Hereroa dolabriformis L.Bolus
- Hereroa dyeri L.Bolus
- Hereroa fimbriata L.Bolus
- Hereroa glenensis (N.E.Br.) L.Bolus
- Hereroa gracilis L.Bolus
- Hereroa granulata Dinter & Schwantes
- Hereroa herrei Schwantes
- Hereroa hesperantha Dinter & Schwantes
- Hereroa incurva L.Bolus
- Hereroa joubertii L.Bolus
- Hereroa latipetala L.Bolus
- Hereroa muirii L.Bolus
- Hereroa nelii Schwantes
- Hereroa odorata (L.Bolus) L.Bolus
- Hereroa pallens L.Bolus
- Hereroa puttkammeriana (Dinter & A.Berger) Dinter & Schwantes
- Hereroa rehneltiana Dinter & Schwantes
- Hereroa stanfordiae L.Bolus
- Hereroa stanleyi (L.Bolus) L.Bolus
- Hereroa stenophylla L.Bolus
- Hereroa tenuifolia L.Bolus
- Hereroa teretifolia L.Bolus
- Hereroa triebneri Graessn.
- Hereroa tugwelliae L.Bolus
- Hereroa uncipetala (N.E.Br.) L.Bolus
- Hereroa vallis-pacis Dinter ex Schwantes
- Hereroa willowmorensis L.Bolus
- Hereroa wilmaniae L.Bolus